# Up, Bustle and Out
Up, Bustle and Out est un collectif regroupant différents artistes et professionnels de la musique comme le DJ D. "Ein" Fell (aussi connu sous le nom de Clandestine Ein) et l'artiste-interprète Rupert Mould (aussi connu sous le nom de Séenor Roody). Ce collectif est né à Bristol en Angleterre.
Ils ont réalisé un certain nombre d'album et de single sur le label indépendant Ninja Tune.
Leur musique combine le jazz, la musique hip-hop ainsi que le funk, mais aussi certaines influences World assez distinctes, particulièrement d'Amérique Latine et de Cuba.
Les deux albums Master Sessions ont été coécrits par le flutiste et chef d'orchestre cubain Richard Egües.

## Discographie
- The Breeze Was Mellow (As The Guns Cooled In The Cellar) (avril 1994, Ninja Tune, Cat: ZENCD13)
- One Colour Just Reflects Another (mai 1996, Ninja Tune, Cat: ZENCD19)
- Light 'em Up, Blow 'em Out (mai 1997, Ninja Tune, Cat: ZENCD27)
- Rebel Radio Master Sessions Vol.1 (juin 2000, Ninja Tune, Cat: ZENCD46)
- Master Sessions Vol 2 (juillet 2001, Ninja Tune, Cat: ZENCD58)
- Urban Evacuation (février 2003, Unique Records, Cat: UNIQ0692)
- City Breakers (octobre 2004, Routes Music, Cat: RTS01) (double vinyle seulement)
- The Mexican Sessions (juin 2006)
- City Breakers - 18 Frames Per Second (janvier 2006, Collision Records)

Il existe une édition limitée de Master Sessions Vol.1 (Cat: ZENCD46BK) remixé par Radio Rebel, incluant un livre intitulé The Rebel Radio Diary.